# Aglais semiichnusoides
Aglais semiichnusoides är en fjärilsart som beskrevs av Pronin 1928. Aglais semiichnusoides ingår i släktet Aglais och familjen praktfjärilar. Inga underarter finns listade i Catalogue of Life.